# Song Če-gi
Song Če-gi (korejsky 성재기, anglický přepis Sung Jae-ki, 11. září 1967 Tegu – 26. července 2013 Soul) byl jihokorejský aktivista za práva mužů. Založil a byl prvním předsedou skupiny Man of Korea (남성연대, doslovně: Solidarita pro muže), která se zasazovala o zrušení Ministerstva pro rovnost pohlaví a rodinu (여성부; 女性部) a požadoval kompenzaci za povinnost sloužit v jihokorejské armádě.
Na počátku 21. století stál v čele jihokorejského antifeministického hnutí, které se stavělo proti politice zvýhodňování žen. V rané dospělosti byl podnikatelem a v říjnu 1999 se účastnil hnutí proti zrušení preferenčního zacházení s propuštěnými vojáky. Postavil se proti zrušení systému Hoju a později se účastnil aktivit za práva mužů. V roce 2006 založil Sdružení proti feminismu a osvobození mužů. V roce 2007 založil Sdružení pro zrušení ministerstva pro ženy. V následujícím roce Sung založil organizaci Man of Korea a od roku 2008 až do své smrti v roce 2013 byl jejím předsedou. Mezi jeho podnikatelské aktivity patřil noční klub a poradenská společnost a společnost pro vyhledávání vedoucích pracovníků.
Od roku 1999 až do své smrti se zasazoval o obnovení bonusového bodového systému korejské armády (군가산점 제도). Na počátku roku 2010 byl aktivistou za zrušení zařízení určených pouze pro ženy. V roce 2011 začal nabízet pomoc a poradenství týraným manželům, domácím násilníkům, mladistvým uprchlíkům a mužským a dětským obětem násilných trestných činů. Otevřel útulek pro bezdomovce, mužské oběti násilných trestných činů, dospívající uprchlíky a homosexuály a transsexuály. V letech 1999–2013 byl součástí liberálního hnutí a hnutí za zrušení politiky zvláštních výhod pro ženy.
Ke konci svého života měl údajně dluhy ve výši až 100 milionů ₩. Dne 25. července 2013 zveřejnil na internetových stránkách Man of Korea svůj záměr spáchat sebevraždu. Následujícího dne skočil z mostu Mapo v Soulu. Jeho tělo bylo nalezeno o čtyři dny později.